# Josef Paul
Josef Paul (* 1889 in Rohleder, Russisches Kaiserreich; † 14. Oktober 1937 in Medweschjegorsk, Sowjetunion) war ein russlanddeutscher römisch-katholischer Geistlicher und Märtyrer.

## Leben
Josef Paul wuchs im Bistum Tiraspol in einer Bauernfamilie auf. Er studierte Theologie in Saratow und wurde 1913 zum Priester geweiht. Er wirkte in Louis, ab 1916 in Husaren, ab 1922 in Stricker (Wolgagebiet) und ab 1924 in Neukolonie. Dort wurde er am 12. Januar 1930 verhaftet und am 20. April 1931 im Butyrka-Gefängnis zum Tode verurteilt. Nach Umwandlung des Urteils in 10 Jahre Gulag wurde er auf die Solowezki-Inseln deportiert, dort 1937 erneut verhaftet, am 14. Oktober erneut zum Tode verurteilt und noch am selben Tag erschossen.

## Gedenken
Die Römisch-katholische Kirche in Deutschland nahm Pfarrer Josef Paul als Märtyrer in das deutsche Martyrologium des 20. Jahrhunderts auf.